# 中谷百里
中谷 百合(なかたに ゆり、1962年3月22日 - ）は、NPO法人犬猫みなしご救援隊の代表。

## 経歴
1990年に個人で野良猫の保護活動を始める。1995年9月には、母体の「動物愛護団体・犬猫みなしご救援隊」と設立し、2004年にNPO法人となる。また、動物愛護の啓発活動に取り組む傍ら、動物病院の看護師として働く。「動物保護のカリスマ」と言われ、犬の保護に関するドキュメンタリー映画『犬に名前をつける日』でもとりあげられた。

### NPOの立ち上げ
2012年、広島市の動物管理センターから猫の全頭の引き受けを始める。
2011年3月20日には、東日本大震災で取り残された300匹以上の被災動物の救済活動を始める。この活動は写真で記録され、写真集『鼓動　感じて欲しい小さな命の重み』（書肆侃侃房、2012年）として刊行されている。
2017年、岡山市センターから殺処分される犬の引き取りを始める。